# Жозе Леандро де Соуза
Жозе Леандро де Соуза (порт. José Leandro de Souza; 14 травня 1985, Ньяндеара, Сан-Паулу, Бразилія) — бразильський футболіст, півзахисник клубу «Марінга».

## Біографія
Є вихованцем клубу «Матсубара».
З 2004 року по 2008 рік виступав за донецький «Металург». У січні 2008 року перейшов у київський «Арсенал» і підписав контракт на два роки. За киян Леандро не провів жодного матчу.
У січні 2009 року перейшов на правах оренди в бразильський клуб «Парана», а вже лютому покинув клуб.
З 2010 року виступав за клуби з четвертої ліги (Серія D) Бразилії «Еспортіво» (Бенту-Гонсалвіс) та «Операріо Ферровіаріо», потім виступав у Серії С за «Дукі-ді-Кашіас», але незабаром повернувся у четвертий дивізіон, виступаючи за «Марінгу».